# Guldental
Guldental ist eine Ortsgemeinde an der Nahe im Landkreis Bad Kreuznach in Rheinland-Pfalz. Sie gehört der Verbandsgemeinde Langenlonsheim-Stromberg an.

## Geographie

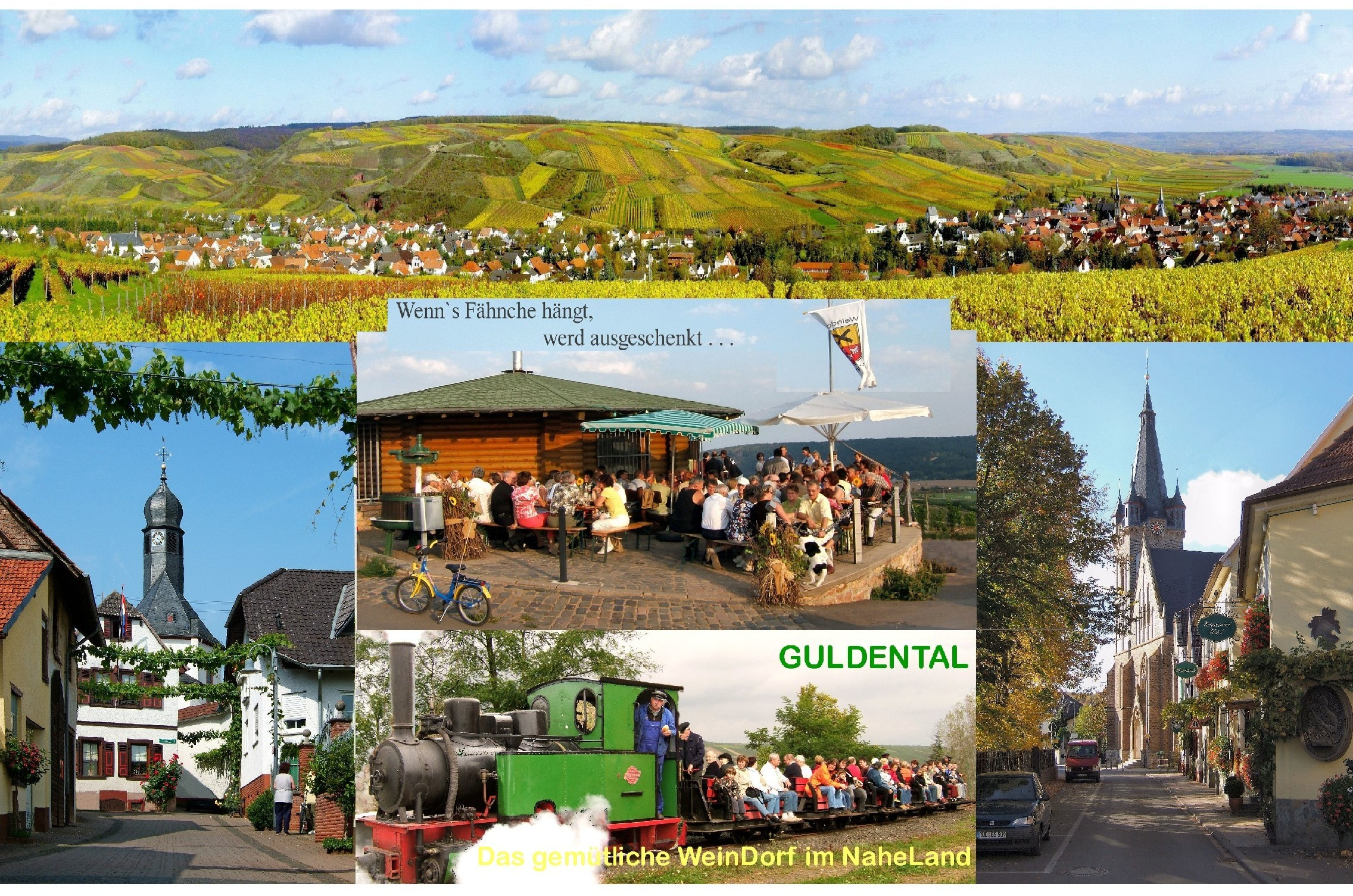
Guldental

Der Ort liegt im Naheland zwischen den südlichen Ausläufern des Hunsrücks am Lauf des Guldenbachs.
Die Nachbargemeinden sind von Norden im Uhrzeigersinn: Langenlonsheim, Bretzenheim, Bad Kreuznach, Hargesheim, Gutenberg, Windesheim sowie Waldlaubersheim.
Guldental entstand im Rahmen der Verwaltungsreform 1969 aus den beiden ehemaligen Orten Heddesheim und Waldhilbersheim sowie aus dem Ortsteil Breitenfelserhof und dem Wohnplatz Ackermühle.

## Geschichte

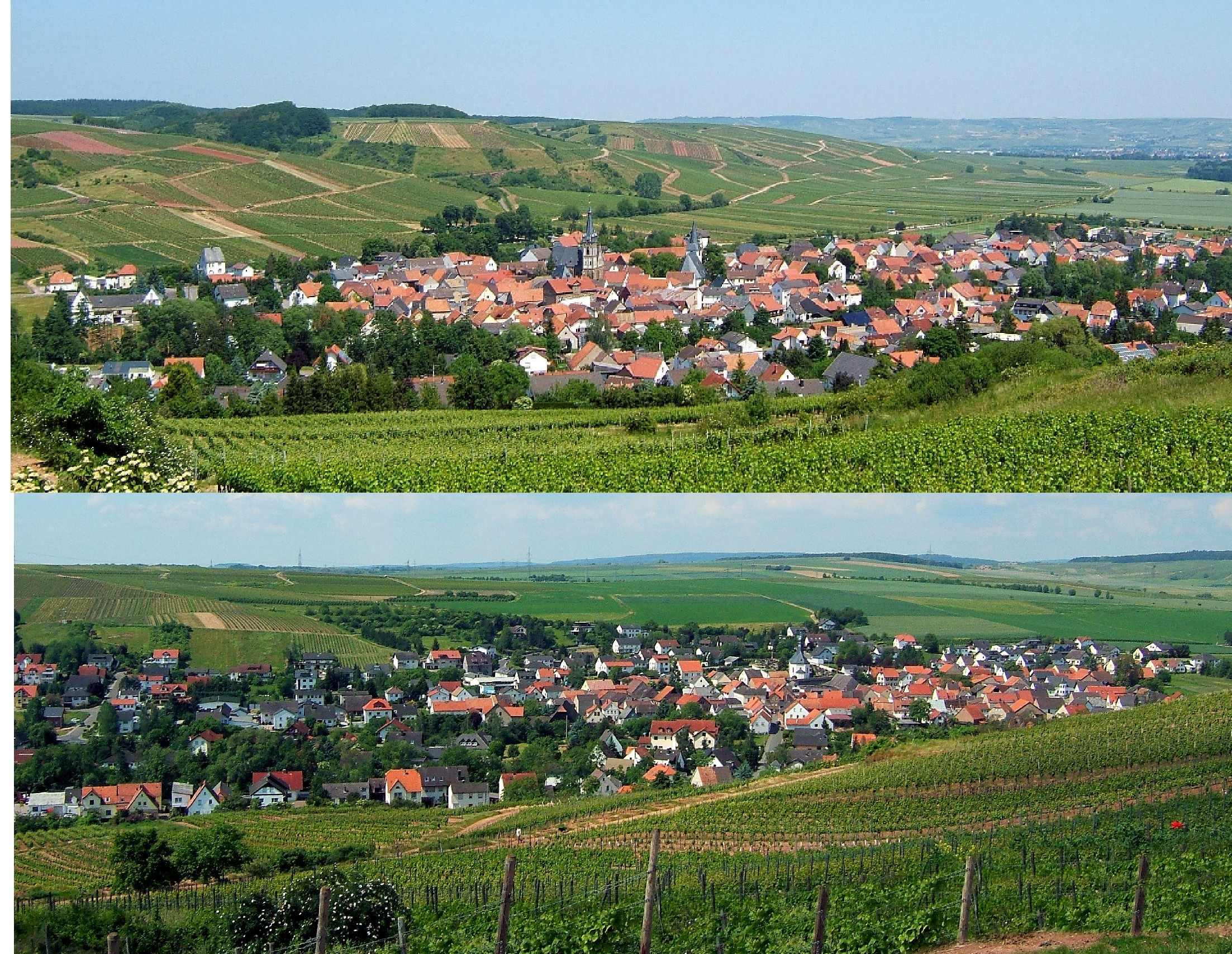
Ortsteil Heddesheim oben
Ortsteil Waldhilbersheim unten

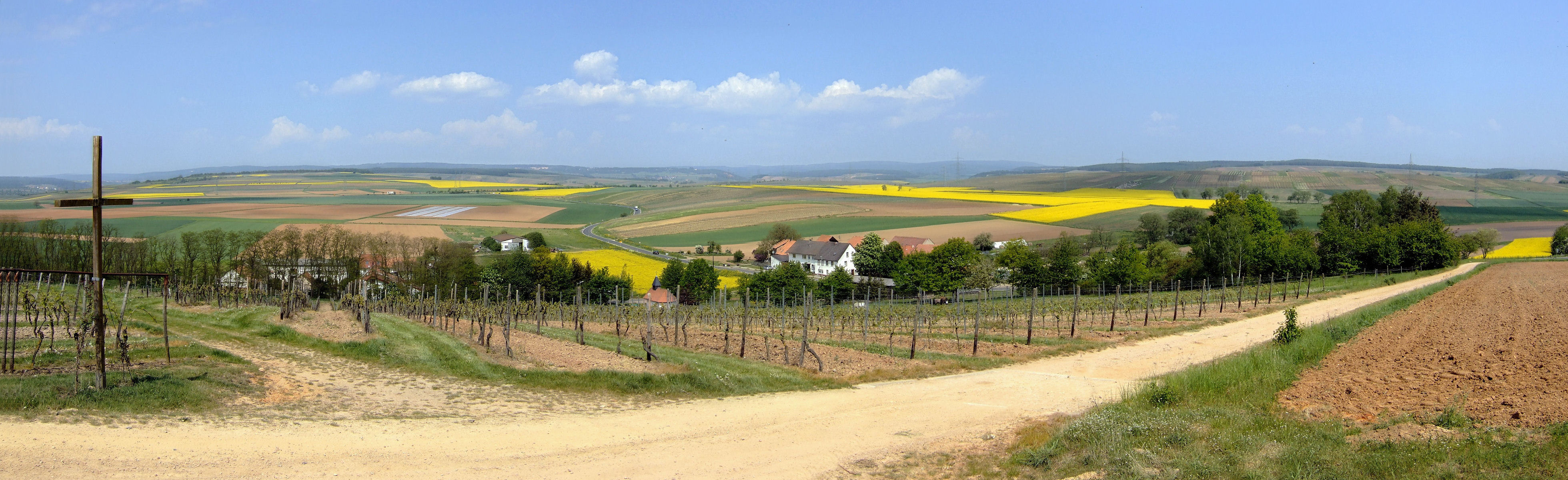
Ortsteil Breitenfelserhof

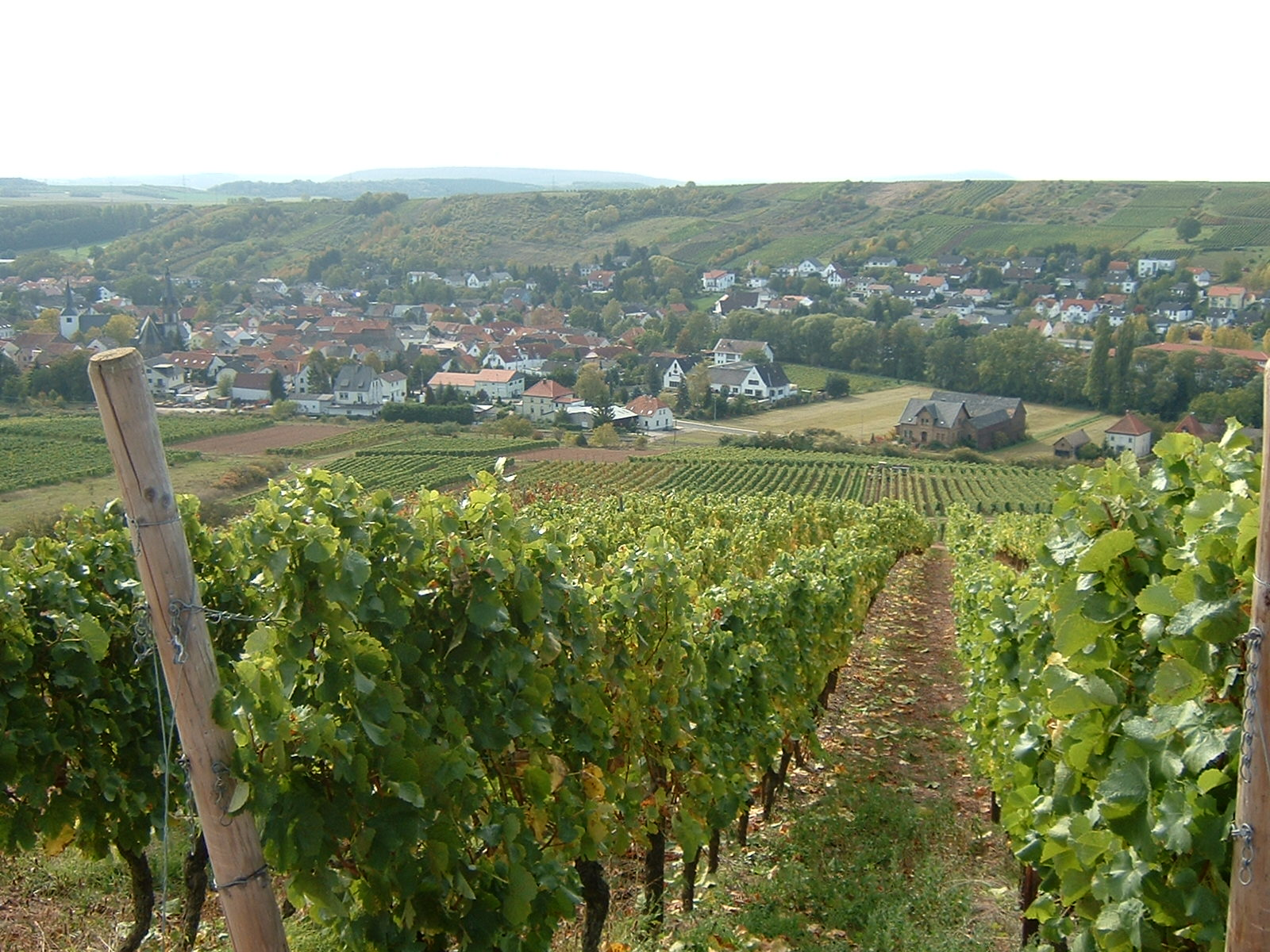
Guldental

Bereits 1163 wurde der Besitz Hetdenesheim (Heddesheim) urkundlich erwähnt und war schon vor 700 Jahren eines der Großdörfer im heutigen Landkreis Bad Kreuznach. Unter französischer Herrschaft wurde Heddesheim im Jahre 1800 der Mairie Langenlonsheim zugeteilt.
Auch der heutige Ortsteil Waldhilbersheim hat ein hohes Alter: Bereits ab dem Jahre 1200 tritt die Bezeichnung des Ortes in Urkunden auf. Im Jahre 1800 kam der Ort zur Mairie (der späteren Bürgermeisterei) Windesheim und 1939 zum Amt Langenlonsheim.
Die heutige Ortsgemeinde Guldental wurde im Zuge der rheinland-pfälzischen Verwaltungs- und Gebietsreform am 7. Juni 1969 aus den selbständigen Gemeinden Heddesheim (Nahe) mit dem Ortsteil Breitenfelser Hof und Waldhilbersheim gebildet.

## Politik

### Gemeinderat
Der Gemeinderat in Guldental besteht aus 16 Ratsmitgliedern, die bei der Kommunalwahl 2024 in einer personalisierten Verhältniswahl gewählt wurden, und dem Vorsitzenden.
Die Sitzverteilung im Gemeinderat:
| Wahl | SPD | CDU | GRÜNE | FLG | Gesamt   |
| ---- | --- | --- | ----- | --- | -------- |
| 2024 | 4   | 5   | 2     | 5   | 16 Sitze |
| 2019 | 5   | 5   | 2     | 4   | 16 Sitze |
| 2014 | 4   | 6   | 2     | 4   | 16 Sitze |
| 2009 | 4   | 9   | 2     | 5   | 20 Sitze |
| 2004 | 4   | 10  | 1     | 5   | 20 Sitze |

- FLG = Freie Liste Guldental e. V.

### Bürgermeister
Ortsbürgermeister ist seit 2024 Peter Schermuly.
Die Vorgängerin war Elke Demele.

### Wappen
Das Wappen der Ortsgemeinde Guldental setzt sich aus den Wappen der ursprünglichen Gemeinden Heddesheim und Waldhilbersheim zusammen.
In der oberen Hälfte des geteilten Schildes ist ein schwarzes, schwebendes Andreaskreuz auf goldenem Hintergrund zu sehen. Im unteren Teil befinden sich drei silberne Flügel auf rotem Hintergrund.
Das Andreaskreuz war ursprünglich Bestandteil des Heddesheimer, die Flügel Bestandteil des Waldhilbersheimer Wappens.
Die Genehmigung zur Führung dieses Wappens wurde nach der Zusammenlegung 1969 im Jahre 1971 durch die Bezirksregierung Koblenz erteilt.

### Gemeindepartnerschaften
- Kronberg im Taunus (keine formelle Partnerstadt, jedoch befreundet)

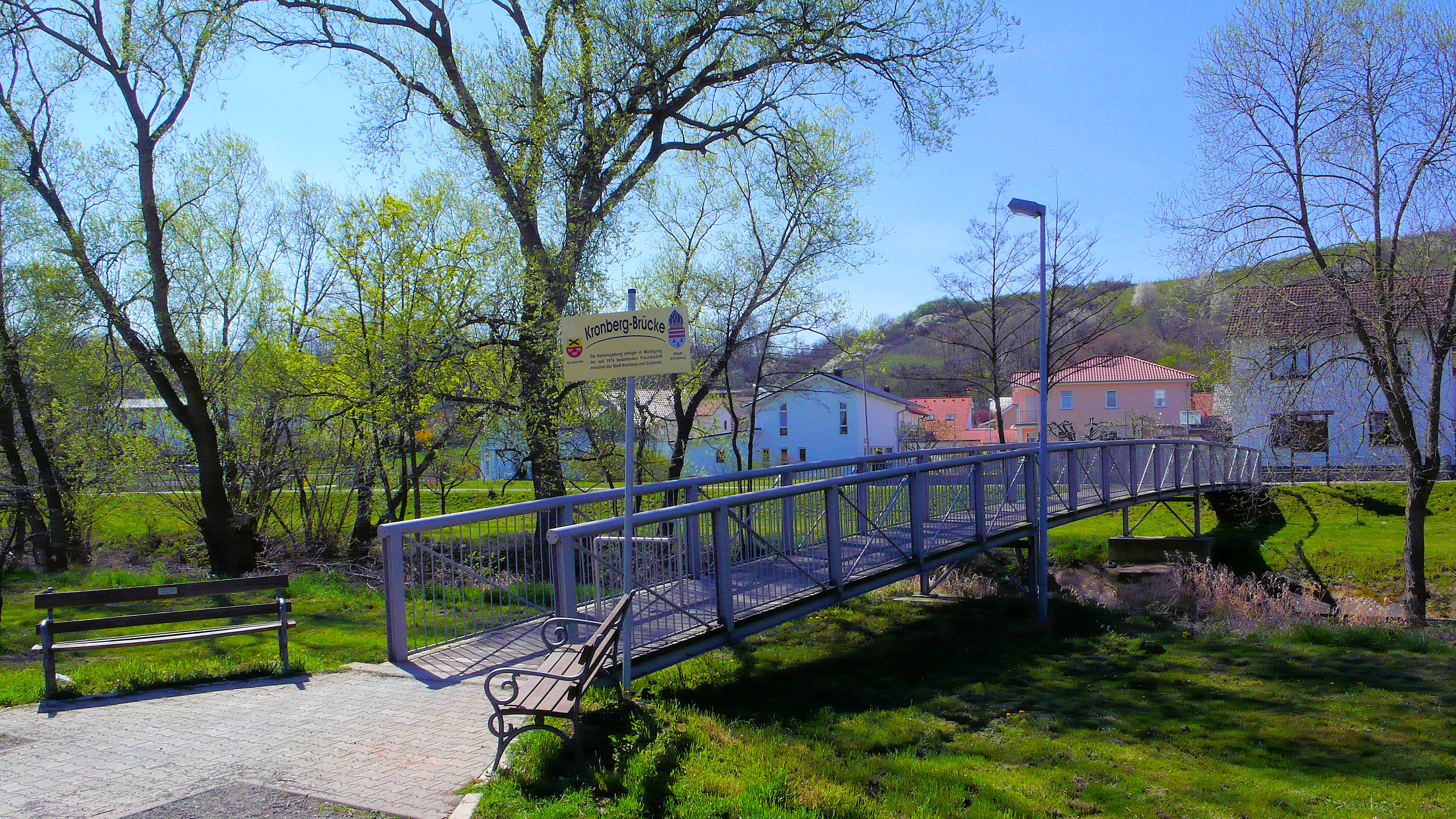
Kronbergbrücke

- Cleebourg (Frankreich, Elsaß), Unterzeichnung der Partnerschaftsurkunde am 25. Juli 1988 durch den damaligen Cleebourger Ortsvorsteher Charles Jautzy und den Guldentaler Ortsbürgermeister Jakob Maurer

## Kultur und Sehenswürdigkeiten

### Bauwerke

#### Evangelische Pfarrkirche (Heddesheim)
Chorturm romanisch mit gotisch veränderten Schallarkaden. Langhaus aus dem 15. Jahrhundert, nachträglich durch einen dreiseitig geschlossenen Raum nach Süden erweitert. Wiederherstellung nach Brand im Jahre 1709, die Westseite mit abgeschrägten Ecken. Aus dieser Zeit auch der heutige Turmhelm.

#### St. Jakobus (Heddesheim)
Katholische Pfarrkirche St. Jakobus der Ältere: 1894 nach Plänen des Freiburger Dombaumeisters Max Meckel in neogotischen Formen errichtet. Einschiffiger Kirchenraum mit eingezogenem Chor und querschiffartig angeordneten Seitenkapellen, Giebelfront mit von aufwändigem Spitzhelm mit Wichhäusern gekröntem Flankenturm. Der Innenraum vermittelt nach der 2003 abgeschlossenen Innenrenovierung ein sehr gutes Bild eines neogotischen Gesamtkunstwerkes mit holzgeschnitzten Altarretabeln, Glasmalereien und der wiederhergestellten Farbfassung und Bemalung aus der Erbauungszeit.

#### St. Martin (Waldhilbersheim)
Katholische Pfarrkirche St. Martin: 1774/75 erbauter barocker Saalbau mit Dachreiter, 1923 um eine Achse nach Westen verlängert.

### Museen

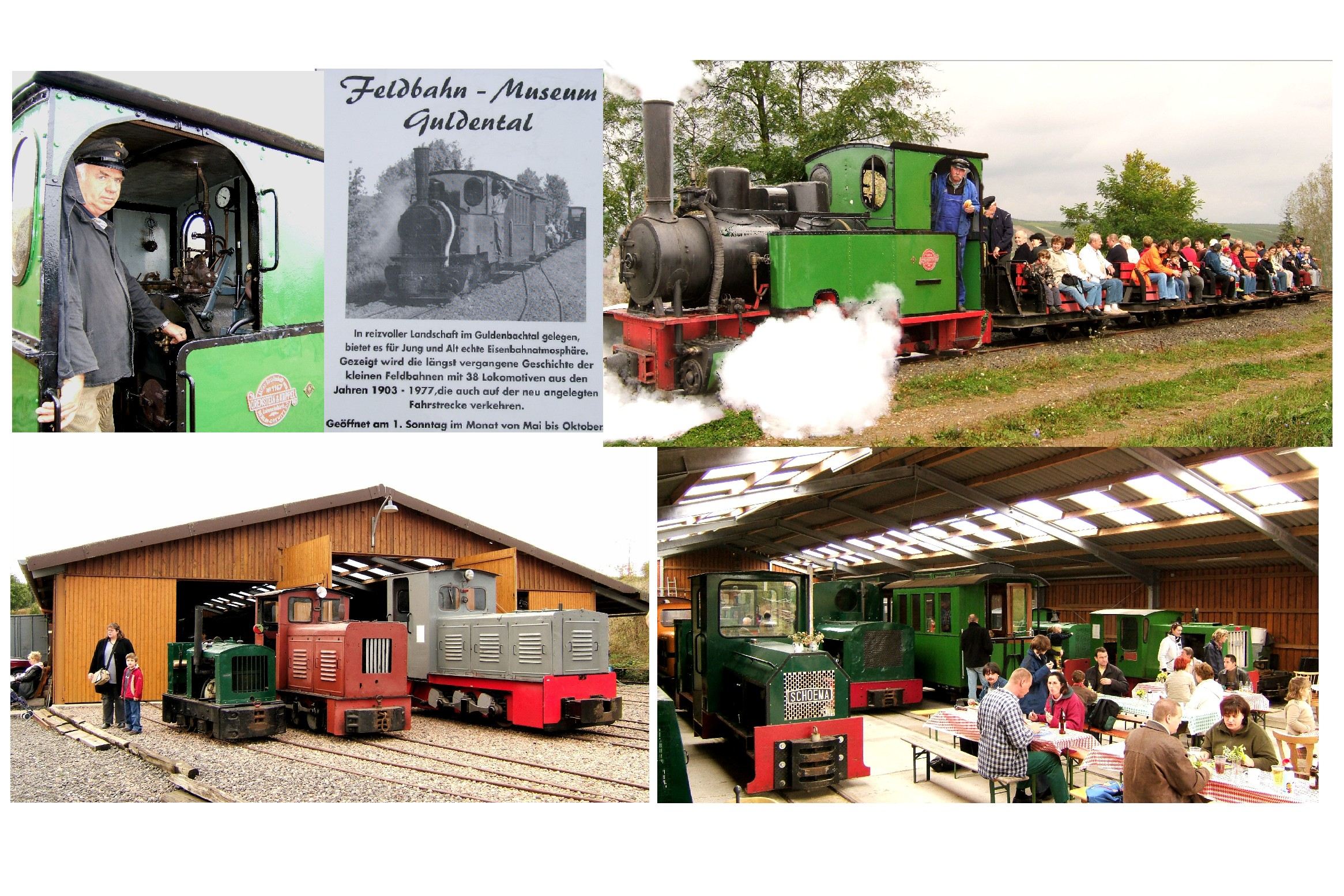
Feldbahn und Museum

- Feldbahn-Museum Guldental mit 36 Feldbahnen und Fahrbetrieb[10]
- Heimat- und Weinbaumuseum

## Wirtschaft und Infrastruktur

### Verkehr
Guldental liegt im Rhein-Nahe-Nahverkehrsverbund. Im Gemeindegebiet liegt der Bahnhof Heddesheim (Nahe) an der Hunsrückquerbahn Langenlonsheim–Hermeskeil, die jedoch derzeit nur im Güterverkehr betrieben wird. Der nächste Bahnhof mit Personenverkehr ist Langenlonsheim an der Nahetalbahn Bingen–Bad Kreuznach, etwa 5 km östlich von Guldental. Von Guldental nach Bad Kreuznach verkehrt täglich mindestens im Zweistundentakt die Buslinie 240 des Omnibusverkehrs Rhein-Nahe.
Die nächste Autobahnanschlussstelle ist Waldlaubersheim an der Bundesautobahn 61 Koblenz–Ludwigshafen, etwa fünf Kilometer nördlich von Guldental.

### Weinbau

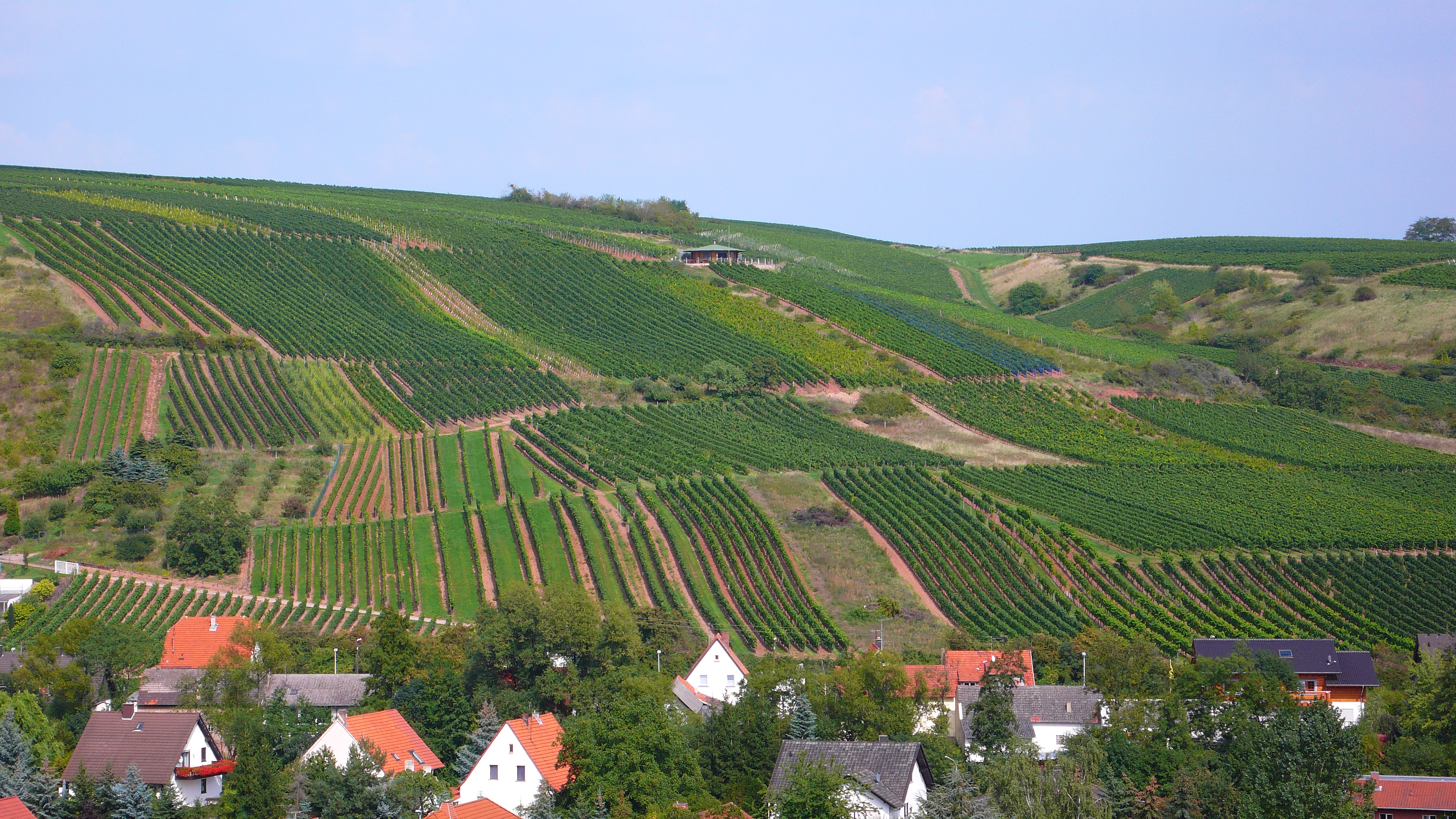
Sonnenberg, Weinlage Guldental

Guldental ist erheblich geprägt vom Weinbau und mit 377 Hektar bestockter Rebfläche nach Bad Kreuznach größte Weinbaugemeinde der Nahe.

## Persönlichkeiten

### Ehrenbürger
- Jakob Maurer (ehemaliger Bürgermeister), seit 6. Januar 2002
- Günter Lukas (Ortschronist), seit 6. Januar 2002
- Josef Sonnet, seit 21. Januar 2007
- Hubert Zimmermann (Organist und Chorleiter), seit 2012[11]

### In Guldental geboren
- Michael von Obentraut (1574–1625), Reitergeneral, der im Dreißigjährigen Krieg auf Seiten der Protestantischen Union kämpfte
- Bernhard May (1783–1856), Müller und Revolutionär, Mitglied des Vorparlaments
- Gustav Pfarrius (1800–1884), Dichter, Lehrer und Professor

### Mit Guldental verbunden
- Mathilde Machwirth, Mathilde I., fünfte Deutsche Weinkönigin 1953–1954, erste Deutsche Weinkönigin aus dem Weinbaugebiet Nahe
- Johann Lafer (* 1957), österreichischer Koch, Fernsehkoch, Unternehmer und Sachbuchautor
- Julia Klöckner (* 1972), Politikerin (CDU), ehemalige Bundesministerin für Ernährung und Landwirtschaft, Präsidentin des deutschen Bundestags, 47. Deutsche Weinkönigin (1995–1996)
- Andreas Fischer-Lescano (* 1972), Rechtswissenschaftler, Hochschullehrer an der Universität Bremen
- Dennis Friedrich (* 1978), Volleyballspieler, begann seine Karriere beim VSC Guldental
- Manuel Friedrich (* 1979), Fußballspieler, begann seine Karriere bei der SG Guldental 07